# Garfield (línea Verde)
Garfield es una estación en la línea Verde del Metro de Chicago. La estación se encuentra localizada en 320 East Garfield Boulevard en Chicago, Illinois. La estación Garfield fue inaugurada el 12 de octubre de 1892. La Autoridad de Tránsito de Chicago es la encargada por el mantenimiento y administración de la estación.

## Descripción
La estación Garfield cuenta con 2 plataformas laterales y 2 vías. La estación también cuenta con 117 de espacios de aparcamiento.

## Conexiones
La estación es abastecida por las siguientes conexiones: 
- Rutas del CTA Buses: #55 Garfield (nocturno)